# Territorialprälatur Huamachuco
Die Territorialprälatur Huamachuco (lat.: Territorialis Praelatura Huamaciucanus) ist eine im Nordosten Perus gelegene römisch-katholische Territorialprälatur mit Sitz in Huamachuco. 

## Geschichte
Die Territorialprälatur Huamachuco wurde am 4. Dezember 1961 aus Gebietsabtretungen des Erzbistums Trujillo errichtet und diesem als Suffragan unterstellt. 

## Prälaten von Huamachuco
- Damián Nicolau Roig TOR, 23. Oktober 1963 – 13. September 1981
- Sebastián Ramis Torrens TOR, 13. November 1990 – 7. August 2018
- Pascual Benjamín Rivera Montoya TOR, seit 30. März 2021 (zuvor, seit dem 26. Juli 2019, Apostolischer Administrator)